# Helmut Radlmeier
Helmut Radlmeier (* 21. September 1966 in Landshut) ist ein deutscher Politiker (CSU). Er war von 2013 bis 2023 Mitglied des Bayerischen Landtags.

## Leben

### Ausbildung und Beruf
Helmut Radlmeier wuchs in seiner Geburtsstadt auf und ging dort zur Grundschule St. Wolfgang. Nach dem Fachabitur im Wirtschaftszweig der Fachoberschule Landshut und dem Grundwehrdienst beim Panzerbataillon 4/563 in der Schoch-Kaserne Landshut absolvierte Helmut Radlmeier eine Ausbildung zum Bankkaufmann in der Genossenschaftsbank in Adlkofen. Anschließend war er als Bankkaufmann in der Raiffeisenbank in Geisenhausen tätig.

### Politische Laufbahn
1990 trat Helmut Radlmeier in die CSU ein. Seit 1995 ist er Vorstandsmitglied im CSU-Kreisverband Landshut-Stadt. Von 2009 bis 2017 war Helmut Radlmeier Kreisvorsitzender des CSU-Kreisverbandes Landshut-Stadt. Zudem war Helmut Radlmeier von 1997 bis 2015 Kreisvorsitzender des Arbeitskreises Hochschule und Kultur (AKH) des CSU-Kreisverbandes Landshut. Seit 2004 ist er Vorstandsmitglied des Arbeitskreises Hochschule und Kultur der CSU Niederbayern. Seit 2005 ist er Mitglied im Landesvorstand des Arbeitskreises Hochschule und Kultur der CSU Bayern. Zudem ist er Mitglied in den Arbeitskreisen der CSU-Fraktion im Bayerischen Landtag für Wissenschaft und Kunst sowie Gesundheit und Pflege. Außerdem engagiert er sich in den Arbeitsgruppen der CSU-Landtagsfraktion für Aktive Bürgergesellschaft/Ehrenamt, AG Vertriebene, Aussiedler, Partnerschaftsbeziehungen und in der AG Sport. Im Juni 2022 wurde er in den Vorstand der CSU-Landtagsfraktion gewählt. Am 9. Oktober 2016 erreichte er unter vier Bewerbern bei der Oberbürgermeisterwahl in Landshut 32,8 Prozent der Stimmen. Am 23. Oktober 2016 unterlag er in der Stichwahl mit 36,99 % gegen Alexander Putz (FDP), der auf 63,01 % der Stimmen kam.
Schwerpunkte der politischen Arbeit
Anfang Februar 2017 definierte er als Schwerpunkte seiner politischen Arbeit bis zur Ende 2018 auslaufenden Legislaturperiode im Bayerischen Landtag folgende Themenfelder: Sicherheit, Infrastruktur und Wohnungsbau. Bei erstem steht eine Stärkung der Polizei und eine Verschärfung in der Asyl- und Flüchtlingspolitik im Vordergrund; beim zweiten geht es vor allem um den Breitbandausbau und die Weiterführung der B 15neu über die Isar hinaus nach Süden. Bei letzterem steht die Forderung nach Bau bezahlbaren Wohnraums und ein Baukindergeld im Raum. 2018 setzte sich Radlmeier erfolgreich dafür ein, dass die Hochschule Landshut den Zuschlag für Niederbayerns ersten und einzigen Studiengang für Hebammenkunde erhielt. Im Laufe des Jahres 2020 warb Radlmeier wiederholt für die Errichtung eines Pflegestützpunktes in der Region Landshut. Ein solcher ging Anfang 2022 dann als Niederbayerns erster Pflegestützpunkt an den Start. 2021 erneuerte Radlmeier seine Forderung, einen Klinikverbund in der Region Landshut zu gründen, um damit die Krankenhäuser in der Region zu sichern. Die Gründung eines Klinikverbundes ist seither ein Schwerpunkt seiner politischen Arbeit.

### Öffentliche Ämter
Seit 2002 ist er Mitglied des Stadtrats der Hauptstadt von Niederbayern. Bei der Landtagswahl in Bayern 2013 gewann er als Direktkandidat das Mandat im Stimmkreis Landshut. Helmut Radlmeier war Mitglied des Landtagsausschusses für Wissenschaft und Kunst sowie Gründungsmitglied des Ausschusses für Gesundheit und Pflege. Bei der Landtagswahl in Bayern 2018 erreichte er erneut das Direktmandat. Er gehörte in der Legislaturperiode 2018 bis 2023 dem Ältestenrat sowie erneut den Ausschüssen für Wissenschaft und Kunst und für Gesundheit und Pflege an. Bei der Landtagswahl in Bayern 2023 verlor Radlmeier sein Direktmandat an Hubert Aiwanger von den Freien Wählern und schied somit aus dem Landtag aus.

### Weiteres Engagement
Seit 2010 ist Radlmeier aktives Mitglied im Kuratorium Freundeskreis Stadtmuseum Landshut e. V., seit 2011 Mitglied in der Vorstandschaft des Fußballvereins SpVgg Landshut (von 2011 bis 2019 als 2. Vorsitzender) sowie seit 2003 stellvertretender Vorsitzender im Partnerschaftsverein Landshut-Compiegne e. V. Weiterhin ist er Ausschussmitglied der Vorstandschaft der Sudetendeutschen Landsmannschaft Landshut (seit 2006). Er engagiert sich seit 1999 in der Vorstandschaft der Europa-Union, Kreisverband Landshut-Stadt, seit 2015 als Beisitzer. Von 1999 bis 2012 war Helmut Radlmeier Vorstandsmitglied der Europa-Union Niederbayern. Seit 2019 gehört er dem Beirat des Hauses der Bayerischen Geschichte an. Seit 2020 ist Radlmeier Mitglied in der Vorstandschaft der Freunde und Förderer des Kinderkrankenhauses St. Marien in Landshut e. V.
Er ist Teilnehmer des am 7. April 2015 eingerichteten „Dialogforums Ost-Süd-Umfahrung Landshut im Zuge der B15neu“.
Ferner ist Radlmeier Mitglied im Landesgesundheitsrat Bayern, im Landessportbeirat, stellvertretendes Mitglied im Landesdenkmalrat Bayern sowie stellvertretendes Mitglied im Stiftungsrat der Bayerischen Landesstiftung.

### Privates
Radlmeier ist verheiratet und römisch-katholischer Konfession.